# Parlamentswahl in San Marino 2016
- SSD: 14
- RETE: 8
- C10: 10
- MDSMI: 1
- PSD: 3
- PS: 3
- RF: 11
- PDCS-NS: 10

Die Parlamentswahl in San Marino 2016 fanden am 20. November und am 4. Dezember 2016 statt. Da kein einziger Block eine Mehrheit der Sitze gewonnen hatte, fand am 4. Dezember 2016 eine Stichwahl zwischen den beiden führenden Koalitionen San Marino prima di tutto und Adesso.sm statt, um den Gewinner des Mehrheitspreises zu ermitteln. In der zweiten Runde gewann Adesso.sm mit 58 % der Stimmen, was zur Folge hatte, dass Sitze neu vergeben wurden und die siegreiche Allianz 35 Sitze erhielt.

## Ergebnis

### Erste Runde
| ParteienInsgesamt 60 Sitze - SSD: 8 - RETE: 12 - C10: 6 - MDSMI: 3 - PSD: 4 - PS: 5 - RF: 6 - PDCS-NS: 16 | KoalitionenInsgesamt 60 Sitze - Adesso.sm: 20 - DiM: 15 - San Marino prima di tutto: 25 |

| San Marino prima di tutto                 | Stimmen | %    | Sitze |                                                      | Adesso.sm | Stimmen | %     | Sitze |
| Partito Democratico Cristiano Sammarinese | 4.752   | 24,5 | 16    | Sinistra Socialista Democratica (SU, PeR und LabDem) | 2.352     | 12,1    | 8     |       |
| Partito Socialista                        | 1.496   | 7,7  | 5     | Repubblica Futura (AP und UpR)                       | 1.865     | 9,6     | 6     |       |
| Partito dei Socialisti e dei Democratici  | 1.392   | 7,2  | 4     | Civico 10                                            | 1.800     | 9,3     | 10    |       |
| Sammarinesi (NS und SsC)                  | 414     | 2,1  | 0     |                                                      |           |         |       |       |
| Koalitionsstimmen                         | 44      | 0,2  | 0     | Koalitionsstimmen                                    | 88        | 0,5     | 0     |       |
| Insgesamt                                 | 8.098   | 41,7 | 25    | Insgesamt                                            | 6.105     | 31,4    | 20    |       |
| Democrazia in Movimento                   | Stimmen | %    | Sitze | Koalitionslose                                       | Stimmen   | %       | Sitze |       |
| Movimento RETE                            | 3.561   | 18,3 | 12    | Lista delle Persone Libere                           | 413       | 2,1     | 0     |       |
| Movimento Democratico San Marino Insieme  | 872     | 4,5  | 3     | Rinascita Democratica Sammarinese                    | 309       | 1,6     | 0     |       |
| Koalitionsstimmen                         | 70      | 0,4  | 0     |                                                      |           |         |       |       |
| Insgesamt                                 | 4.503   | 23,2 | 15    |                                                      |           |         |       |       |

### Zweite Runde
| ParteienInsgesamt 60 Sitze - SSD: 14 - RETE: 8 - C10: 10 - MDSMI: 1 - PSD: 3 - PS: 3 - RF: 11 - PDCS-NS: 10 | KoalitionenInsgesamt 60 Sitze - Adesso.sm: 35 - DiM: 9 - San Marino prima di tutto: 16 |

| San Marino prima di tutto                 | Stimmen | %                              | Sitze |                                                      | Adesso.sm | Stimmen | % | Sitze |
| Partito Democratico Cristiano Sammarinese | 6.889   | 42,1                           | 10    | Sinistra Socialista Democratica (SU, PeR und LabDem) | 9.482     | 57,9    | 8 |       |
| Partito Socialista                        | 3       | Repubblica Futura (AP und UpR) | 11    |                                                      |           |         |   |       |
| Partito dei Socialisti e dei Democratici  | 3       | Civico 10                      | 10    |                                                      |           |         |   |       |
| Sammarinesi (NS und SsC)                  | 0       |                                |       |                                                      |           |         |   |       |
| Insgesamt                                 | 16      | Insgesamt                      | 35    |                                                      |           |         |   |       |
| Democrazia in Movimento                   | Stimmen | %                              | Sitze |                                                      |           |         |   |       |
| Movimento RETE                            | /       | /                              | 8     |                                                      |           |         |   |       |
| Movimento Democratico San Marino Insieme  | 1       |                                |       |                                                      |           |         |   |       |
| Insgesamt                                 | 9       |                                |       |                                                      |           |         |   |       |